# Atzbach
Atzbach là một đô thị thuộc huyện Vöcklabruck thuộc bang Oberösterreich, Áo. Đô thị Atzbach có diện tích 14 km², dân số thời điểm năm 2006 là 11157 người.